# Antichloris caerulescens
Antichloris caerulescens är en fjärilsart som beskrevs av Max Wilhelm Karl Draudt 1917. Antichloris caerulescens ingår i släktet Antichloris och familjen björnspinnare. Inga underarter finns listade i Catalogue of Life.